# Cá một sừng sọc
Cá một sừng sọc, danh pháp khoa học là Naso annulatus, là một loài cá biển thuộc chi Naso trong họ Cá đuôi gai. Loài này được mô tả lần đầu tiên vào năm 1825.

## Từ nguyên
Tính từ định danh của loài cá này annulatus trong tiếng Latinh có nghĩa là "có vòng bao quanh", ám chỉ dải sọc trắng bao quanh cuống đuôi của cá con.

## Phạm vi phân bố và môi trường sống
N. annulatus được phân bố rộng khắp Ấn Độ Dương - Thái Bình Dương. Loài cá này được tìm thấy từ Biển Đỏ trải dài theo vùng bờ biển Đông Phi, bao gồm Madagascar và những bãi cạn, quần đảo xung quanh; và từ Sri Lanka, N. annulatus xuất hiện rộng khắp vùng biển các nước Đông Nam Á và vùng biển bao quanh các đảo quốc thuộc châu Đại Dương (giới hạn đến quần đảo Tuamotu và quần đảo Marquises); phía bắc trải rộng tới đảo Honshu (Nhật Bản) và quần đảo Hawaii; phía nam đến rạn san hô Great Barrier, đảo Lord Howe và đảo Norfolk (Úc). Ở Đông Thái Bình Dương, N. annulatus được ghi nhận ở ngoài khơi đảo Clipperton (năm 1996), đảo Cocos (năm 1997) và quần đảo Galápagos (năm 2011).
N. annulatus sống gần các rạn san hô ở độ sâu 60 m trở lại, nhưng những cá thể trưởng thành thường được quan sát ở vùng nước sâu hơn 25 m trở lên.

## Mô tả

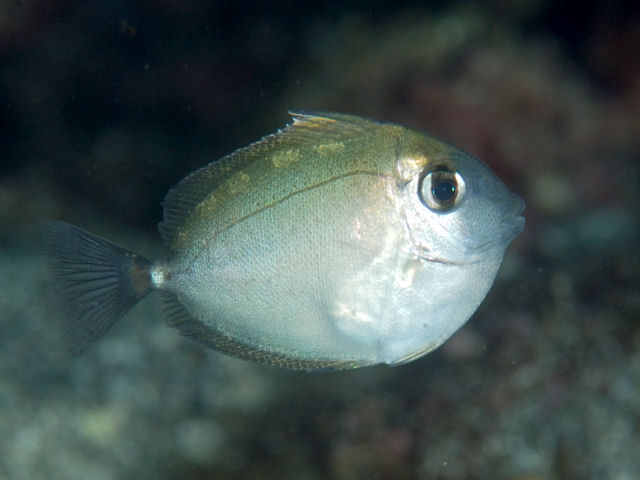
Cá con của N. annulatus

Chiều dài cơ thể tối đa được ghi nhận ở N. annulatus là 1 m. Cơ thể có màu nâu trơn hoặc màu ô liu (nâu lục pha vàng), thân dưới nhạt màu hơn thân trên; có thể nhanh chóng chuyển sang màu xanh lam nhạt. Cá con có dải trắng ở cuống đuôi, viền trắng mỏng ở vây lưng và vây hậu môn; mắt có một vạch nâu băng qua đồng tử.
Cá con gần trưởng thành có viền trắng ở sau vây đuôi và một dải đen ở cận rìa. Vây đuôi cụt ở cá con và cá đang trưởng thành, còn cá trưởng thành (được nghĩ là cá đực) có thêm những sợi vây tia kéo dài ở góc trên và dưới của đuôi, tạo thành hai thùy đuôi. Cá trưởng thành có màng vây đuôi và thùy đuôi dài màu trắng, các tia còn lại có màu đen. Có 2 phiến xương nhọn ở mỗi bên cuống đuôi.
N. annulatus có một cái sừng ở trước trán, là đặc điểm phân biệt của những loài trong chi Naso này. Cá gần trưởng thành (chiều dài ~20 cm) đã bắt đầu phát triển chiếc sừng này dưới hình dạng của một cục bướu; sừng sẽ dài ra khi chúng trưởng thành.
Số gai ở vây lưng: 5; Số tia vây ở vây lưng: 28 - 29; Số gai ở vây hậu môn: 2; Số tia vây ở vây hậu môn: 27 - 28; Số tia vây ở vây ngực: 17 - 19; Số gai ở vây bụng: 1; Số tia vây ở vây bụng: 3.

## Sinh thái
N. annulatus trưởng thành hợp thành những nhóm nhỏ, ít khi được nhìn thấy ở độ sâu dưới 25 m. Thức ăn của các loài Naso chủ yếu là các loại tảo, nhưng ở N. annulatus trưởng thành, chúng chủ yếu ăn các loài động vật phù du và động vật không xương sống. Chúng kiếm ăn vào ban ngày và trú ẩn trong rạn san hô vào ban đêm.
Tuổi thọ lớn nhất ở N. brachycentron là 31 năm, được ghi nhận tại rạn san hô Great Barrier

### Trích dẫn
- J. H. Choat; K. D. Clements (1998). "Vertebrate herbivores in marine and terrestrial environments: A nutritional ecology perspective" (PDF). Annual Review of Ecology and Systematics. Quyển 29. tr. 375–403. doi:10.1146/annurev.ecolsys.29.1.375.
- P. F. Sale (2002). J. H. Choat; D. R. Robertson (biên tập). Chapter 3. Age-based studies on coral reef fishes (PDF). Coral Reef Fishes. tr. 57–80. doi:10.1016/B978-012615185-5/50005-0.
- D. Acuña-Marrero; P. Salinas-de-Leon (2013). "New record of two Indo-Pacific reef fish, Caranx ignobilis and Naso annulatus, from the Galapagos Islands" (PDF). Marine Biodiversity Records. Quyển 6 số e74. tr. 1–5. doi:10.1017/S1755267213000456.